# Bailiado
Um bailiado é a área de jurisdição de um bailio. O termo também foi aplicado a um território no qual as funções do xerife eram exercidas por um funcionário judicial privado nomeado bailio sob subvenção da Coroa. A palavra agora é mais geralmente usada em um sentido metafórico, para indicar uma esfera de autoridade, experiência, atividade, estudo, ou de interesse.
O termo surgiu na França (bailie o termo em Francês antigo para bailio). Ao abrigo do Antigo Regime, na França, o bailli foi o representante do rei em um bailliage, encarregado da aplicação da justiça e controle da administração. No sul da França, o termo geralmente utilizado foi sénéchal (em português, senescal), encarregado dum escritório chamado sénéchaussée. A rede de administração de baillages foi estabelecida no século XIII, baseado nas antigas divisões fiscais medievais (a baillie), que havia sido usado anteriormente por alguns príncipes soberanos (como o duque da Normandia).
Um bailiado (em alemão:  ballei) era também a divisão territorial da Ordem Teutônica.
Em inglês, o original francês bailie foi combinado com "-wic", sufixo anglo-saxônico que significa uma aldeia, para produzir um significado literal da expressão "aldeia do bailio" — o âmbito geográfico original de um bailiado. No século XIX, foi adaptado pelo Inglês americano como uma metáfora para uma esfera de conhecimento ou de atividade.
O termo sobrevive no uso administrativo das Ilhas do Canal, que para fins administrativos são agrupados em dois bailiados: Jersey (que compreende a ilha de Jersey e ilhotas desabitadas, como o Minquiers e Écréhous) e Guernsey (que inclui as ilhas de Guernsey, Sark, Alderney, Brecqhou, Herm, Jethou e Lihou). Cada bailiado das Ilhas do Canal é comandado por um bailio.